# Grupa Galileusza
Transformacje Galileusza
{\displaystyle x^{i}\rightarrow {x'}^{i}=R_{j}^{i}x^{j}+v^{i}t+x_{0}^{i},}
{\displaystyle t\rightarrow t'=t+t_{0}}
zachowują strukturę czasoprzestrzeni Galileusza, tworzą one grupę Galileusza. Transformacje te są parametryzowane przez macierz obrotu {\displaystyle R_{j}^{i},} prędkość {\displaystyle v^{i},} translację w przestrzeni {\displaystyle x_{0}^{i}} i czasie {\displaystyle t_{0}.}
Macierze obrotu same tworzą grupę O(3), spełniają warunek zachowania długości wektora przy obrotach
{\displaystyle x^{i}\rightarrow {x'}^{i}=R_{j}^{i}x^{j},}
{\displaystyle \sum _{i}^{3}(x^{i})^{2}=\sum _{i}^{3}({x'}^{i})^{2}.}
Daje to warunek
{\displaystyle R^{T}R=I,}
gdzie macierz transponowana {\displaystyle (R^{T})_{j}^{i}=R_{i}^{j}.}
Ponieważ macierz odwrotna spełnia {\displaystyle R^{-1}R=I,} to dla grupy obrotów {\displaystyle R^{-1}=R^{T}.} W zbiorze macierzy ortogonalnych SO(3) istnieje element neutralny (macierz jednostkowa I), element odwrotny {\displaystyle R^{-1}R=I} i mnożenie dwóch macierzy ortogonalnych jest macierzą ortogonalną. Zbiór macierzy ortogonalnych tworzy grupę. Dodatkowy warunek {\displaystyle \det(R)=1} definiuje podgrupę obrotów SO(3). Element grupy R można parametryzować w sposób ciągły przez trzy parametry (wektor {\displaystyle \alpha ^{i}=\omega ^{i}\psi ,} oś obrotu {\displaystyle \omega ^{i}} i kąt obrotu {\displaystyle \psi })
{\displaystyle R=e^{i\sum _{a}^{3}T^{a}\alpha ^{a}}.}
Trzy macierze {\displaystyle T^{a}} nazywamy generatorami grupy obrotów. Grupa obrotów SO(3) jest ciągłą grupą Liego.
Podgrupą grupy Galileusza jest podgrupa właściwych transformacji Galileusza
{\displaystyle x^{i}\rightarrow {x'}^{i}=x^{i}+v^{i}t+x_{0}^{i},}
{\displaystyle t\rightarrow t'=t+t_{0}.}
Parametryzowana jest przez 7 parametrów: wektor v translację w przestrzeni i w czasie {\displaystyle T_{0}.}
Podgrupą grupy Galileusza jest podgrupa translacji
{\displaystyle x^{i}\rightarrow {x'}^{i}=x^{i}+x_{0}^{i},}
{\displaystyle t\rightarrow t'=t+t_{0}.}
Podgrupa ta parametryzowana jest przez cztery parametry.
Grupa Galileusza parametryzowana jest przez 10 ciągłych parametrów. Zgodnie z twierdzeniem Noether, gdy grupa ta jest symetrią równań ruchu układu fizycznego, odpowiada jej istnienie 10 odpowiednich praw zachowania np. energii z translacji w czasie, pędu z translacji w przestrzeni, momentu pędu z symetrii obrotowej i pędu środka masy z transformacji właściwej generowanej przez {\displaystyle v.}